# Дондуа, Арчил Карпезович
Арчи́л Карпе́зович Дондуа́ (6 января 1929, Ленинград — 4 ноября 2021, Санкт-Петербург, Россия) — советский и российский биолог, специалист в области эмбриологии и биологии развития. Доктор биологических наук (1980), профессор Санкт-Петербургского университета, заслуженный работник высшей школы РФ (1999).

## Биография
Родился 6 января 1929 года. 
Сын Карпеза Дариспановича Дондуа (13.10.1891 — 03.11.1951), доктора филологических наук, профессора. 
Учился в Ленинградском государственном университете (ЛГУ). Специализировался на кафедре экспериментальной зоологии. Дипломная работа была посвящена эмбриональному развитию осы Scolia quadripunctata. В 1954 году окончил аспирантуру под руководством Бориса Петровича Токина. Тема кандидатской диссертации касалась вопросов формирования защитной воспалительной реакции в онтогенезе птиц. В 1980 году защитил докторскую диссертацию. С 1965 по 1971 год был директором Биологического института ЛГУ. В 1970-х годах принимал участие в создании Морской биологической станции на Белом море. В 1987 году возглавил кафедру эмбриологии. В 1991 году стал президентом Санкт-Петербургского общества естествоиспытателей. В 1999 году удостоен звания «Заслуженный работник высшей школы РФ», а в 2001 году стал почетным профессором Санкт-Петербургского университета.
Похоронен на Серафимовском кладбище Санкт-Петербурга.

## Научные достижения
В сотрудничестве со Львом Николаевичем Жинкиным и A. A. Заварзиным изучал клеточного воспроизводства и их дифференцировки в процессе эмбриогенеза. Дондуа установил особенности реорганизации клеточных циклов процессе индивидуального развития животных и выявил взаимосвязь между временем этой реорганизации клетки и запуском морфогенетической активности ядра. Совместно с Г. К. Дондуа им разработана математическая модель динамики популяций клеток в ходе эмбрионального развития. Был иницииатором исследований, посвященных выявлению генетических механизмов онтогенеза.
Был членом организационного комитета конференции «Чарлз Дарвин и современная биология», проходившей в 2009 году.
В 2011 году избран почётным членом Российского геологического общества.

## Публикации
Автор множества научных публикаций, в том числе:

### Статьи
- Костюченко Р. П., Дондуа А. К. Особенности развития изолированных бластомеров полихеты Alitta virens // Онтогенез : Журнал. — 2017. — Т. 48, № 3. — С. 275—280. — ISSN 0475-1450. — doi:10.7868/S0475145017030077.
- Дондуа А.К., Доррештейн А., Костюченко Р.П., Федорова Ж.Е., Фишер А. Влияние афидиколина на дифференциацию трохобластов в раннем Онтогенезе полихет // Онтогенез : Журнал. — 1996. — Т. 27, № 6. — С. 419—426. — ISSN 0475-1450.
- Kulakova M. A., Kostyuchenko R. P., Andreeva T. F., Dondua A. K. The abdominal-b-like gene expression during larval development of Nereis virens (Polychaeta) (англ.) // Mechanisms of Development : Журнал. — 2002. — Vol. 115, no. 1—2. — P. 177—179. — ISSN 0925-4773. — doi:10.1016/S0925-4773(02)00113-2.

### Монографии и учебники
- Андреева Л.Ф., Десницкий А.Г., Дондуа А.К., Лукина Н.А. Клеточное размножение и процессы дифференциации. — Л.: Наука, 1983. — 248 с.
- Дондуа А. К. Биология развития. Т. 1: Начала сравнительной эмбриологии. — СПб.: Издательство СПбГУ, 2005. — 294 с.
- Дондуа А. К. Биология развития. Т. 2. Клеточные и молекулярные аспекты индивидуального развития. — СПб.: Издательство СПбГУ, 2005. — 238 с.